# Villars Lunn (politiker)
 Der er flere personer med dette navn, se Villars Lunn.
 Ikke at forveksle med Willars Knudsen Lunn.
Villars Knudsen Lunn (født 11. december 1845 på Dortheaslyst, død 26. december 1921 på Frederiksberg) var en dansk ingeniør, godsejer og politiker.

## Ingeniør
Lunn var søn af etatsråd, godsejer Carl Frederik August Lunn og hustru Cathinka født Resch. Han blev student fra Roskilde Katedralskole 1864, studerede en tid ved Polyteknisk Læreanstalt, en tid tegner hos W.G. Armstrong i Elswick, studerede jernbaneteknik ved selskabet North Eastern i Newcastle. Han blev bestyrer af et stenhuggeri på Malmön (Bohuslen) og var ansat ved baneanlæg i Nordvestsjælland 1872-75. 1873-86 drev han Knabstrup Teglværk som forpagter og 1886-97 som ejer.

## Godsejer
Lunn overtog Tornvedgård 1888, som han ejede til 1910, og Aggersvold Hovedgård 1898, som han ejede til 1916. Begge ligger nær Jyderup. 1916-19 ejede Lunn Hegnsholt ved Fredensborg.
Lunn var stærkt optaget af den sønderjyske sag og var 1898 sammen med H.V. Clausen og Holger Petersen m.fl. medstifter af Oktoberforeningen. I 1907 erhvervede han herregården Søgård ved Gråsten for at bevare den på danske hænder, da den hidtidige ejer, bankdirektør Axel Heide, oplevede økonomisk nedtur og måtte sælge. Han ejede den til 1910.

## Politiker
Han var landstingsmand for 2. kreds (Højre) fra 1890 til 1914 efter forgæves at have været konservativ kandidat ved flere folketingsvalg mod K.L. Fogtmann i Holbækkredsen. Også ved folketingsvalget 1906 var han kandidat mod Kristian Pedersen i Svinningekredsen.
Villars Lunn var medlem af Forsvarskommissionen 1902-08 og af Københavns Havneråd 1895-1900.
Han beskæftigede sig dog især med jernbanepolitik, og Lunns hårde kritik af Statsbanernes forhold til privatbanerne 1892 førte ham på kollisionskurs med indenrigsminister H.P. Ingerslev. 1894 udgav han en pjece om banegårdsforholdene i København.
Han blev gift 1. juni 1881 i Aabenraa med Anna Cathrine Henriette Junggreen (6. september 1858 i Aabenraa - 23. marts 1940 i Helsingør) og datter af denne bys borgmester, tobaksfabrikant J.P. Junggreen (1827-1886) og Catharina M.F. Otte (1836-1866).
Han er begravet på Frederiksberg Ældre Kirkegård.